# Pierre-Marie-Athanase Babey
Pierre-Athanase-Marie Babey, né le 2 mai 1743 à Orgelet (bailliage d'Aval, actuel département du Jura), mort le 9 novembre 1815 à Salins-les-Bains (département du Jura), est un homme politique de la Révolution française.

## Biographie
Son père, Pierre-François Babey, est procureur du roi au bailliage d'Orgelet.  

### Mandat à la Constituante
En 1789, Pierre-Athanase-Marie Babey, alors avocat du roi au bailliage d'Orgelet, est élu représentant du tiers état pour le bailliage d'Aval, le deuxième sur quatre, aux États généraux.  
Il prend part aux travaux de l'Assemblée nationale constituante. Le 26 avril 1790, il est élu membre du Comité des recherches. Le 30 juillet 1791, il est élu secrétaire de l’Assemblée aux côtés de Guy Blancard (député de la Drôme) et de Benoît Lesterpt-Beauvais sous la présidence d'Alexandre de Beauharnais (député du Loir-et-Cher). 
Il siège sur les bancs de la gauche de l'Assemblée. Le 4 mai 1791, il vote en faveur du rattachement du Comtat Venaissin à la France. Le 12 mai, il vote en faveur de l'égalité entre les hommes blancs et les hommes libres de couleur. 
Parallèlement à son mandat, il fréquente le club des Jacobins.  

### Mandat à la Convention
La monarchie constitutionnelle mise en application par la constitution du 3 septembre 1791 prend fin à l'issue de la journée du 10 août 1792 : les bataillons de fédérés bretons et marseillais et les insurgés des faubourgs de Paris prennent le palais des Tuileries. Louis XVI est suspendu et incarcéré à la tour du Temple.  
En septembre 1792, Pierre-Athanase-Marie Babey est élu député du département du Jura, le cinquième sur huit, à la Convention nationale.  
Il siège sur les bancs de la Gironde. Lors du procès de Louis XVI, il vote « la détention, puis le bannissement à la paix, sous peine de mort », et se prononce en faveur de l'appel au peuple et du sursis à l'exécution de la peine. Le 13 avril 1793, il vote en faveur de la mise en accusation de Jean-Paul Marat. Le 28 mai, il vote en faveur du rétablissement de la Commission des Douze. 
Le 3 octobre 1793, à l'issue du rapport de Jean-Pierre-André Amar (député de l'Isère), membre du Comité de sûreté générale, Pierre-Athanase-Marie Babey est décrété d'arrestation pour avoir signé la protestation contre les journées du 31 mai et du 2 juin 1793. Lui et les autres protestataires sont libérés et réintégrés à leur poste de député le 18 frimaire an III (8 décembre 1794). 

### Mandat aux Cinq-Cents
Sous le Directoire, en vendémiaire an IV (octobre 1795), Pierre-Athanase-Marie Babey est réélu député et siège au Conseil des Cinq-Cents. Il est tiré au sort pour quitter le Conseil le 1er prairial an V (le 20 mai 1797). Il retourne à la vie privée après son mandat. 

## Mandats
- 15/04/1789 - 30/09/1791 : bailliage d'Aval (département du Jura)
- 05/09/1792 - 26/10/1795 : département du Jura - Gironde
- 13/10/1795 - 20/05/1797 : département du Jura - Centre